# Радашковичи
Радашковичи (блр. Радашко́вічы; рус. Радошко́вичи) су градско насеље са административним статусом варошице (городской посёлок) у централном делу Републике Белорусије. Административно је део Маладзеченског рејона Минске области. 

## Географски положај
Насеље се налази на око 32 км југоисточно од града Маладзечна, односно на 41 км северозападно од главног града земље Минска, а кроз насеље пролази аутопут на релацији Минск—Маладзечна. Насеље се налази на самом развођу црноморског и балтичког слива.

## Историја
Први писани подаци о насељу потичу ит 1447. године и односе се на оснивање католичке жупне цркве Свете Тројице на том подручју. Добијањем магдебуршког права 1549. Радашковичи постају градско насеље.

## Демографија
Према процени за 2011. у варошици је живео 5.541 становник.
| 2009. | 2010. | 2011. |
| ----- | ----- | ----- |
| 5.501 | 5.507 | 5.541 |